# Morris, Manitoba
Morris är en ort i Kanada.   Den ligger i provinsen Manitoba, i den sydöstra delen av landet, 1 700 km väster om huvudstaden Ottawa. Morris ligger 236 meter över havet och antalet invånare är 1 742.
Terrängen runt Morris är mycket platt. Runt Morris är det ganska tätbefolkat, med 86 invånare per kvadratkilometer.. Det finns inga andra samhällen i närheten. 
Trakten runt Morris består till största delen av jordbruksmark.